# نیکو کانیتز
نیکو کانیتز (انگلیسی: Nico Kanitz؛ زادهٔ ۱۳ مهٔ ۱۹۸۰) بازیکن فوتبال اهل آلمان است.
از باشگاه‌هایی که در آن بازی کرده‌است می‌توان به باشگاه فوتبال زاکسن لایپزیگ، باشگاه فوتبال هالشر، باشگاه فوتبال لوکوموتیو لایپزیگ، و باشگاه فوتبال کمنیتس اشاره کرد.